# Dżaba Dwali
Dżaba Dwali (ur. 8 lutego 1985 w Tbilisi) – gruziński piłkarz, od 2012 roku grający w Dinamo Tbilisi. Występuje na pozycji napastnika. W reprezentacji Gruzji zadebiutował w 2012 roku. Do 1 grudnia 2013 roku rozegrał w niej jeden mecz.